# أنت جميلة (مسلسل)
أنت جميلة مسلسل رومانسي كوري جنوبي، من بطولة الممثلة بارك شين هي وجانغ غن سوك. عرض على قناة إس بي إس في عام 2009.

## القصة
حيث تدور قصة هذا المسلسل على فتاة تدعى غو مي نام\غو مي نايو قام أخاها التوأم بتقديم طلب ليكون في فرقه A.N.JELL وتم قبوله ولكنه كان في اميركا ولم يستطع القدوم بسبب اجراءه عملية غير ناجحة فاضطر للبقاء في المستشفى لفترة أطول فقام مدير اعمالهم بالبحث عنه حين راى اخته (غو مي نايو) فظنها كو مي نام وكانت تعمل في الكنيسة فبدأ بمراقبتها حتى خرجت من الكنيسة لتذهب من أجل احضار بطاقات السفر فقام بملاحقتها فظنته شخص غير جيد فابتعدت عنه ولكنه ظل يلاحقها فحدث شجار بينهما فشرح لها الأمر ثم وافقت ان تكون مكان اخاها لمده معينةواول من عرف بالأمر هو رئيس الفرقة جانغ غن سوك (هوانغ تاي كيونغ) و (شين وو) ولكن (شين وو) لم يخبر أحد انه يعرف انها فتاة وبدأت غو مي نايو بحب جانغ غن سوك (تاي كيونغ) و (شين وو) بدأ يحبها وتبدأ المواقف الهزلية بين الاصدقاء الثلاثة

## بطولة
- بارك شن هي بدور: غو مي نام\غو مي نايو

فتاة جميلة وساذجة تطمح لأن تصبح راهبة. يتم إقناعها من قبل مدير شقيقها التوأم للتنكر في صورة توأمها من أجل المساعدة في الحفاظ على مكانه في الفرقة A.N.JELL، والبحث عن والدتهما. في البداية، يجب أن يستمر الخداع ليوم واحد، لكن الظروف تؤدي إلى إطالة أمده.
- جانغ غن سوك بدور: تاي كيونغ

المطرب الرئيسي وعازف الجيتار في A.N.JELL. يأوي تاي كيونغ مظهرًا خارجيًا باردًا ولكنه يزداد ليونة عندما بدأ في الوقوع في حب مي نيو. يأوي تاي كيونغ مظهرًا خارجيًا باردًا ولكنه يزداد ليونة عندما بدأ في الوقوع في حب مي نيو. إنه منزعج من ماضيه وعلاقته المتباعدة مع والدته.
- جونغ يونغ هوا بدور: كانج شين هو البطل الثانوي

عازف الباست ومغني الراب وعازف الكيبورد من A.N.JELL. شين وو هو أول من اكتشف هوية مي نييو الأنثوية، على الرغم من أنه لا يكشف عن ذلك لأي شخص، بما في ذلك مي نييو. دافئة ولطيفة، وقال انه بمثابة ولي الأمر مي نييو ولكن سرعان ما يطور مشاعر لها.
- لي هونغ كي بدور: جيرمي

المنشد والطبال من A.N.JELL. مشرق وتفاؤل، جيريمي يميل إلى أن يكون غافلا عن الأشياء من حوله. انه يبدأ في تطوير مشاعر لMi-nyeo، والأسئلة حياته الجنسية بسبب ذلك
- يوي بدور: يوهاي

ممثلة ذات وجهين تقع في وقت لاحق لتاي كيونغ. وسرعان ما تتعلم سر مي نييو وتحاول استخدامه ضدها.
- كيم سونغ-ريونغ بدور: مو هوا ران

الممثلة الشهيرة والمغنية المنفردة. وهي الأم «المخفية» هوانج تاي كيونغ الذي تخلى عنه ليكون مع عشيقها، والد مي نييو أيضا.
- جونغ تشان بدور: آهن سيونغ تشانغ

رئيس وكالة المواهب A.N الترفيه.

## الأثر الثقافي
خلال عرض المسلسل، عرضت العديد من شركات السيارات استخدام سياراتها في الدراما لأغراض ترويجية. قدمت أحدث سيارة من شركة صناعة السيارات الألمانية أودي سيارتها Audi S4 في المسلسل الصغير، مع قيادة جانغ كيون سوك.
على الرغم من أن الدراما حققت تقييمات متوسطة للبث، إلا أنها تمكنت من كسب إعجاب العديد من المعجبين الذين يشاهدون الدراما عبر الإنترنت.
نظرًا لشعبية العرض، باع ألبوم الموسيقى التصويرية للمسلسل الصغير 20000 نسخة خلال الأيام السبعة الأولى من إصداره. أصبح الألبوم من أكثر الألبومات مبيعًا على مواقع الموسيقى المختلفة، مثل ميلون ودوشيراك وإمنت (قناة تلفزيونية). في نهاية عام 2011، جمع الألبوم ما مجموعه 57000 نسخة في كوريا الجنوبية. كتب الألبوم وإنتاجه هان سونغ هو، الذي عمل أيضًا في الدراما Lovers و On Air و Brilliant Legacy.
نظرًا لأن الدراما تحتوي على لقطات من الحفلة الموسيقية لـ A.N.JELL فيها، فقد قام أعضاء فريق التمثيل في الواقع بأداء حفلة موسيقية صغيرة، حيث تم الإبلاغ عن ظهور ما يصل إلى 25000 معجب. قامت المجموعة بأداء أغنيتي «أوعدك» و «تبقي». غنى جانغ كيون سوك أيضًا «مع السلامة» و «ماذا يجب أن أفعل»، والأخير هو أغنية تاي كيونغ التي أعاد تشكيلها لوالدته في الدراما. غنت بارك شين هي الأغنية الرئيسية لشخصيتها، «يوم جميل».

## المشاهدات
| #       | تاريخ البث الأصلي | تقييمات TNmS      | تقييمات TNmS                | إيه جي بي نيلسن   | إيه جي بي نيلسن             |
| #       | تاريخ البث الأصلي | على الصعيد الوطني | منطقة العاصمة الوطنية سيئول | على الصعيد الوطني | منطقة العاصمة الوطنية سيئول |
| ------- | ----------------- | ----------------- | --------------------------- | ----------------- | --------------------------- |
| 1       | 7 أكتوبر 2009     | 10.8٪             | 11.6٪                       | 9.2٪              | 9.7٪                        |
| 2       | 8 أكتوبر 2009     | 9.6٪              | 10.2٪                       | 7.6٪              | 8.0٪                        |
| 3       | 14 أكتوبر 2009    | 8.3٪              | 8.5٪                        | 7.5٪              | 8.1٪                        |
| 4       | 15 أكتوبر 2009    | 8.9٪              | 9.4٪                        | 7.7٪              | 7.9٪                        |
| 5       | 21 أكتوبر 2009    | 9.0٪              | 9.2٪                        | 8.4٪              | 8.5٪                        |
| 6       | 22 أكتوبر 2009    | 10.0٪             | 10.2٪                       | 8.9٪              | 9.4٪                        |
| 7       | 28 أكتوبر 2009    | 9.6٪              | 10.2٪                       | 8.6٪              | 8.8٪                        |
| 8       | 29 أكتوبر 2009    | 9.8٪              | 10.3٪                       | 9.0٪              | 9.3٪                        |
| 9       | 4 نوفمبر 2009     | 9.8٪              | 10.3٪                       | 9.4٪              | 9.6٪                        |
| 10      | 5 نوفمبر 2009     | 10.0٪             | 10.5٪                       | 10.8٪             | 11.6٪                       |
| 11      | 11 نوفمبر 2009    | 11.0٪             | 11.3٪                       | 10.4٪             | 10.5٪                       |
| 12      | 12 نوفمبر 2009    | 11.1٪             | 11.1٪                       | 10.9٪             | 10.6٪                       |
| 13      | 18 نوفمبر 2009    | 10.6٪             | 11.1٪                       | 9.1٪              | 8.8٪                        |
| 14      | 19 نوفمبر 2009    | 10.1٪             | 10.0٪                       | 9.4٪              | 9.6٪                        |
| 15      | 25 نوفمبر 2009    | 10.9٪             | 11.7٪                       | 9.5٪              | 9.6٪                        |
| 16      | 26 نوفمبر 2009    | 11.9٪             | 12.2٪                       | 10.3٪             | 11.0٪                       |
| المتوسط | المتوسط           | 10.1٪             | 10.5٪                       | 9.2٪              | 9.4٪                        |

## العرض
تم بث المسلسل أيضًا في جميع أنحاء آسيا. تم بثه على قنوات مثل تلفزيون فوجي في اليابان، دائرة تلفزيونية في الصين، BBTV في تايلاند، 8TV في ماليزيا عام 2010، القناة U في سنغافورة، Indosiar في إندونيسيا، إم بي سي 4 في الإمارات العربية المتحدة و ABS-CBN في الفلبين عندما تم عرض المسلسل بثت في اليابان على تلفزيون فوجي، وسجلت درجات عالية جدا متفوقة على جميع منافسيها في الموعد المحدد لها. أصبح المسلسل ذائع الصيت في اليابان ويعتقد أنه تجاوز شعبية وينتر سوناتا، الدراما الكورية الشعبية الأخرى في اليابان.

## وصلات خارجية
- أنت جميلة الموقع الرسمي سي بي سي (بالكورية)
- أنت جميلة على هانسينما
- أنت جميلة على موقع IMDb (الإنجليزية)
- أنت جميلة على موقع نتفليكس (الإنجليزية)
- أنت جميلة على موقع فيلمافينيتي (الإسبانية)
- أنت جميلة على موقع كينوبويسك (الروسية)
- أنت جميلة على موقع ألو سيني (الفرنسية)
- أنت جميلة على موقع قاعدة بيانات الفيلم (الإنجليزية)